# EPrix de Londres 2015
L'ePrix de Londres 2015 (2015 Formula E Visa London ePrix), disputé les 27 et 28 juin 2015 sur le circuit de Battersea Park, sont les dixième et onzième manches de l'histoire du championnat de Formule E FIA. Il s'agit des deux premières éditions de l'ePrix de Londres comptant pour le championnat de Formule E et des dixième et onzième manches du championnat 2014-2015.

## Première manche
GP précédent GP suivant

### Essais libres

#### Première séance
| Pos. | Pilote            | Voiture        | Chrono         | Écart     |
| ---- | ----------------- | -------------- | -------------- | --------- |
| 1    | Stéphane Sarrazin | Venturi        | 1 min 26 s 450 |           |
| 2    | Sam Bird          | e.dams-Renault | 1 min 27 s 125 | + 0 s 675 |
| 3    | Lucas di Grassi   | Audi Sport ABT | 1 min 29 s 006 | + 2 s 556 |
| 4    | Jean-Éric Vergne  | Andretti       | 1 min 29 s 163 | + 2 s 713 |
| 5    | Daniel Abt        | Audi Sport ABT | 1 min 29 s 368 | + 2 s 229 |
| 6    | Nelsinho Piquet   | NEXTEV TCR     | 1 min 29 s 514 | + 3 s 064 |

#### Deuxième séance
| Pos. | Pilote            | Voiture        | Chrono         | Écart     |
| ---- | ----------------- | -------------- | -------------- | --------- |
| 1    | Jean-Éric Vergne  | Andretti       | 1 min 25 s 351 |           |
| 2    | Nelsinho Piquet   | NEXTEV TCR     | 1 min 25 s 676 | + 0 s 325 |
| 3    | Nicolas Prost     | e.dams-Renault | 1 min 26 s 010 | + 0 s 659 |
| 4    | Jérôme d'Ambrosio | Dragon Racing  | 1 min 26 s 229 | + 0 s 948 |
| 5    | Lucas di Grassi   | Audi Sport ABT | 1 min 26 s 358 | + 1 s 007 |
| 6    | Sébastien Buemi   | e.dams-Renault | 1 min 26 s 433 | + 1 s 082 |

### Qualifications
| Pos. | Pilote              | Écurie          | Chrono         | Écart     | Grille |
| ---- | ------------------- | --------------- | -------------- | --------- | ------ |
| 1    | Sébastien Buemi     | e.dams-Renault  | 1 min 24 s 648 |           | 1      |
| 2    | Jérôme d'Ambrosio   | Dragon Racing   | 1 min 25 s 104 | + 0 s 456 | 2      |
| 3    | Lucas di Grassi     | Audi Sport Abt  | 1 min 25 s 105 | + 0 s 457 | 3      |
| 4    | Nelsinho Piquet     | NEXTEV TCR      | 1 min 25 s 144 | + 0 s 496 | 4      |
| 5    | Jean-Éric Vergne    | Andretti        | 1 min 25 s 182 | + 0 s 534 | 5      |
| 6    | Nicolas Prost       | e.dams-Renault  | 1 min 25 s 258 | + 0 s 610 | 6      |
| 7    | Oliver Turvey       | NEXTEV TCR      | 1 min 25 s 829 | + 1 s 181 | 7      |
| 8    | Bruno Senna         | Mahindra Racing | 1 min 25 s 879 | + 1 s 231 | 8      |
| 9    | Sam Bird            | Virgin Racing   | 1 min 25 s 894 | + 1 s 246 | 9      |
| 10   | Salvador Durán      | Amlin Aguri     | 1 min 25 s 964 | + 1 s 316 | 10     |
| 11   | Loïc Duval          | Dragon Racing   | 1 min 25 s 998 | + 1 s 340 | 11     |
| 12   | Nick Heidfeld       | Venturi         | 1 min 26 s 128 | + 1 s 480 | 12     |
| 13   | Daniel Abt          | Audi Sport Abt  | 1 min 26 s 302 | + 1 s 654 | 13     |
| 14   | Stéphane Sarrazin   | Venturi         | 1 min 26 s 318 | + 1 s 670 | 14     |
| 15   | Jarno Trulli        | Trulli          | 1 min 26 s 852 | + 2 s 204 | 20     |
| 16   | Karun Chandhok      | Mahindra Racing | 1 min 27 s 160 | + 2 s 512 | 15     |
| 17   | Simona de Silvestro | Andretti        | 1 min 27 s 208 | + 2 s 560 | 16     |
| 18   | Sakon Yamamoto      | Amlin Aguri     | 1 min 27 s 456 | + 2 s 808 | 17     |
| 19   | Alex Fontana        | Trulli          | 1 min 28 s 083 | + 3 s 435 | 18     |
| 20   | Fabio Leimer        | Virgin Racing   | 1 min 28 s 152 | + 3 s 504 | 19     |

- Jarno Trulli a écopé de cinq places de pénalité pour avoir coupé la piste lors de l'ePrix précédent.

### Course

#### Classement
| Pos. | no | Pilote              | Écurie          | Tours | Temps/Abandon     | Grille | Points |
| ---- | -- | ------------------- | --------------- | ----- | ----------------- | ------ | ------ |
| 1    | 9  | Sébastien Buemi     | e.dams-Renault  | 29    | 47 min 54 s 784   | 1      | 28     |
| 2    | 7  | Jérôme d'Ambrosio   | Dragon Racing   | 29    | + 0 s 939         | 2      | 18     |
| 3    | 27 | Jean-Éric Vergne    | Andretti        | 29    | + 1 s 667         | 5      | 15     |
| 4    | 11 | Lucas di Grassi     | Audi Sport ABT  | 29    | + 2 s 409         | 3      | 14     |
| 5    | 99 | Nelsinho Piquet     | NEXTEV TCR      | 29    | + 7 s 370         | 4      | 10     |
| 6    | 2  | Sam Bird            | Virgin Racing   | 29    | + 7 s 762         | 9      | 8      |
| 7    | 8  | Nicolas Prost       | e.dams-Renault  | 29    | + 8 s 553         | 6      | 6      |
| 8    | 6  | Loïc Duval          | Dragon Racing   | 29    | + 9 s 507         | 11     | 4      |
| 9    | 88 | Oliver Turvey       | NEXTEV TCR      | 29    | + 10 s 032        | 7      | 2      |
| 10   | 30 | Stéphane Sarrazin   | Venturi         | 29    | + 12 s 077        | 14     | 1      |
| 11   | 28 | Simona de Silvestro | Andretti        | 29    | + 15 s 946        | 17     |        |
| 12   | 5  | Karun Chandhok      | Mahindra Racing | 29    | + 35 s 595        | 16     |        |
| 13   | 23 | Nick Heidfeld       | Venturi         | 29    | + 41 s 034        | 12     |        |
| 14   | 3  | Fabio Leimer        | Virgin Racing   | 29    | + 42 s 697        | 20     |        |
| 15   | 10 | Jarno Trulli        | Trulli          | 29    | + 43 s 273        | 15     |        |
| 16   | 21 | Bruno Senna         | Mahindra Racing | 29    | + 48 s 423        | 8      |        |
| 17   | 77 | Salvador Durán      | Amlin Aguri     | 29    | Boîte de vitesses | 10     |        |
| Abd. | 18 | Alex Fontana        | Trulli          | 25    | Suspension        | 19     |        |
| Abd. | 66 | Daniel Abt          | Audi Sport ABT  | 15    | Accident          | 13     |        |
| Abd. | 55 | Sakon Yamamoto      | Amlin Aguri     | 15    | Batterie          | 18     |        |

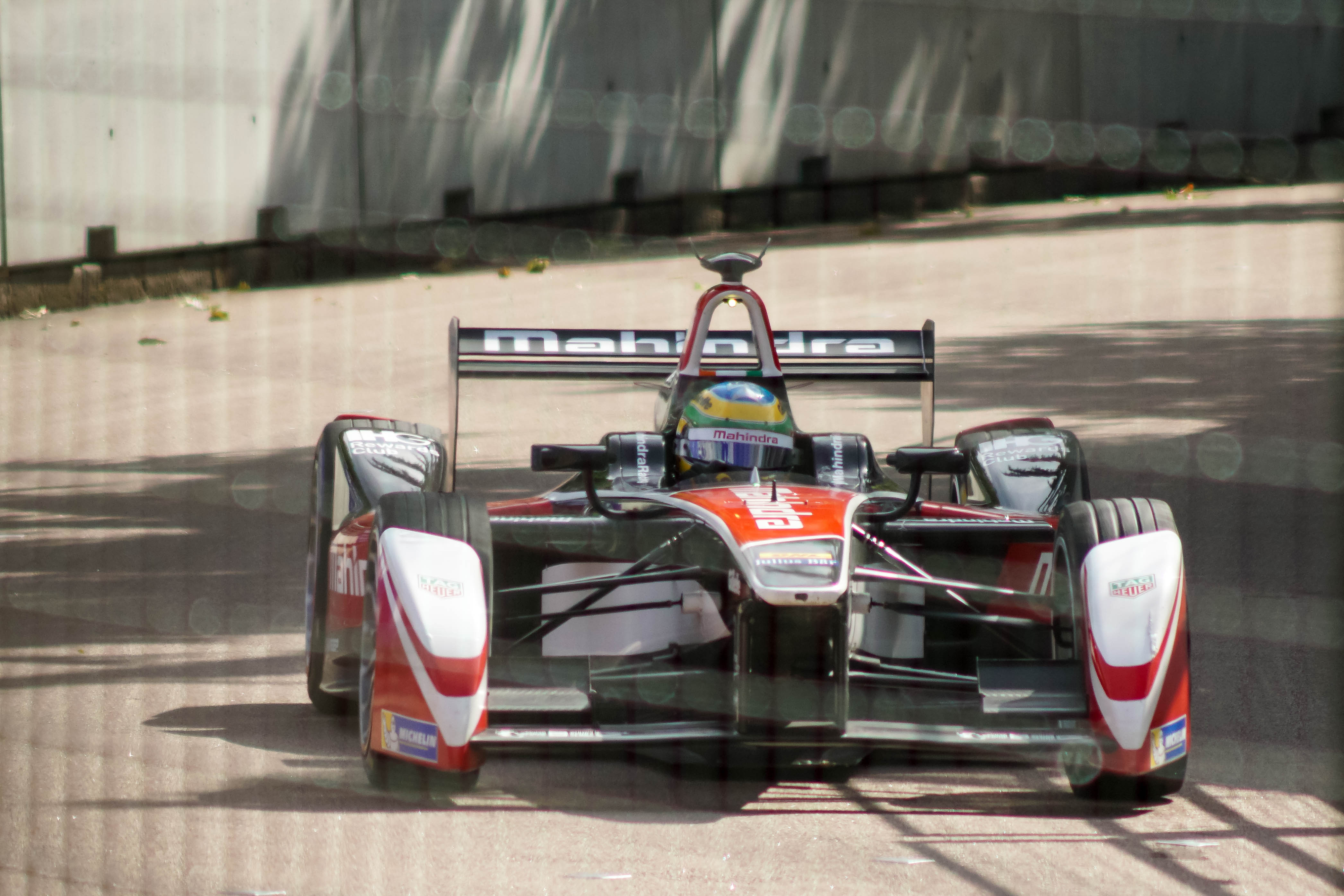
Bruno Senna lors de l'ePrix de Londres.

- Salvador Durán a écopé de 49 secondes de pénalité pour avoir dépassé la limite de puissance électrique autorisée.
- Nelsinho Piquet, Oliver Turvey et Sakon Yamamoto ont été désignés par un vote en ligne pour obtenir le fanboost, qui leur permet de bénéficier de 25 kW supplémentaires pendant cinq secondes lors de la course[5].

#### Pole position et record du tour
La pole position et le meilleur tour en course rapportent respectivement 3 points et 2 points.
- Pole position :  Sébastien Buemi (e.dams-Renault) en 1 min 24 s 648.
- Meilleur tour en course :  Lucas di Grassi (Audi) en 1 min 28 s 229 au 25e tour.

#### Tours en tête
- Sébastien Buemi (e.dams-Renault) : 28 tours (1-14 ; 16-29)
- Sam Bird (Virgin Racing) : 1 tour (15)

## Deuxième manche
GP précédent GP suivant

### Essais libres

#### Première séance
| Pos. | Pilote          | Voiture        | Chrono         | Écart     |
| ---- | --------------- | -------------- | -------------- | --------- |
| 1    | Loïc Duval      | Dragon Racing  | 1 min 23 s 690 |           |
| 2    | Sébastien Buemi | e.dams-Renault | 1 min 24 s 056 | + 0 s 325 |
| 3    | Sam Bird        | Virgin Racing  | 1 min 24 s 314 | + 0 s 624 |
| 4    | Nicolas Prost   | e.dams-Renault | 1 min 25 s 133 | + 1 s 443 |
| 5    | Alex Fontana    | Trulli         | 1 min 25 s 997 | + 2 s 307 |
| 6    | Lucas di Grassi | Audi Sport ABT | 1 min 26 s 881 | + 3 s 191 |

#### Deuxième séance
| Pos. | Pilote            | Voiture        | Chrono         | Écart     |
| ---- | ----------------- | -------------- | -------------- | --------- |
| 1    | Sébastien Buemi   | e.dams-Renault | 1 min 23 s 642 |           |
| 2    | Loïc Duval        | Dragon Racing  | 1 min 23 s 905 | + 0 s 263 |
| 3    | Oliver Turvey     | NEXTEV TCR     | 1 min 23 s 909 | + 0 s 267 |
| 4    | Lucas di Grassi   | Audi Sport ABT | 1 min 24 s 026 | + 0 s 384 |
| 5    | Stéphane Sarrazin | Venturi        | 1 min 24 s 249 | + 0 s 607 |
| 6    | Nelsinho Piquet   | NEXTEV TCR     | 1 min 24 s 671 | + 1 s 029 |

### Qualifications
| Pos. | Pilote              | Écurie          | Chrono         | Écart      | Grille |
| ---- | ------------------- | --------------- | -------------- | ---------- | ------ |
| 1    | Stéphane Sarrazin   | Venturi         | 1 min 23 s 901 |            | 1      |
| 2    | Jérôme d'Ambrosio   | Dragon Racing   | 1 min 23 s 965 | + 0 s 064  | 2      |
| 3    | Loïc Duval          | Dragon Racing   | 1 min 24 s 107 | + 0 s 206  | 3      |
| 4    | Sam Bird            | Virgin Racing   | 1 min 24 s 241 | + 0 s 340  | 4      |
| 5    | Bruno Senna         | Mahindra Racing | 1 min 24 s 318 | + 0 s 417  | 5      |
| 6    | Sébastien Buemi     | e.dams-Renault  | 1 min 24 s 385 | + 0 s 484  | 6      |
| 7    | Nick Heidfeld       | Venturi         | 1 min 25 s 494 | + 1 s 593  | 7      |
| 8    | Salvador Duran      | Amlin Aguri     | 1 min 25 s 649 | + 1 s 748  | 8      |
| 9    | Alex Fontana        | Trulli          | 1 min 25 s 689 | + 1 s 788  | 9      |
| 10   | Jarno Trulli        | Trulli          | 1 min 27 s 093 | + 3 s 192  | 10     |
| 11   | Lucas di Grassi     | Audi Sport ABT  | 1 min 32 s 570 | + 8 s 669  | 11     |
| 12   | Oliver Turvey       | NEXTEV TCR      | 1 min 33 s 626 | + 9 s 725  | 12     |
| 13   | Simona de Silvestro | Andretti        | 1 min 34 s 167 | + 10 s 266 | 13     |
| 14   | Jean-Éric Vergne    | Andretti        | 1 min 35 s 032 | + 11 s 131 | 14     |
| 15   | Nicolas Prost       | e.dams-Renault  | 1 min 35 s 111 | + 11 s 210 | 15     |
| 16   | Nelsinho Piquet     | NEXTEV TCR      | 1 min 35 s 284 | + 11 s 383 | 16     |
| 17   | Fabio Leimer        | Virgin Racing   | 1 min 35 s 543 | + 11 s 642 | 17     |
| 18   | Daniel Abt          | Audi Sport ABT  | 1 min 38 s 473 | + 14 s 572 | 18     |
| 19   | Karun Chandhok      | Mahindra Racing | 1 min 41 s 232 | + 17 s 331 | 19     |
| 20   | Sakon Yamamoto      | Amlin Aguri     | Pas de temps   |            | 20     |

### Course

#### Classement
| Pos. | no | Pilote              | Écurie          | Tours | Temps/Abandon     | Grille | Points |
| ---- | -- | ------------------- | --------------- | ----- | ----------------- | ------ | ------ |
| 1    | 2  | Sam Bird            | Virgin Racing   | 29    | 45 min 48 s 792   | 4      | 27     |
| 2    | 7  | Jérôme d'Ambrosio   | Dragon Racing   | 29    | + 6 s 973         | 2      | 18     |
| 3    | 6  | Loïc Duval          | Dragon Racing   | 29    | + 9 s 430         | 3      | 15     |
| 4    | 21 | Bruno Senna         | Mahindra Racing | 29    | + 10 s 147        | 5      | 12     |
| 5    | 9  | Sébastien Buemi     | e.dams-Renault  | 29    | + 10 s 689        | 6      | 10     |
| 6    | 11 | Lucas di Grassi     | Audi Sport ABT  | 29    | + 11 s 204        | 11     | 8      |
| 7    | 99 | Nelsinho Piquet     | NEXTEV TCR      | 29    | + 11 s 561        | 16     | 6      |
| 8    | 77 | Salvador Durán      | Amlin Aguri     | 29    | + 12 s 402        | 8      | 4      |
| 9    | 88 | Oliver Turvey       | NEXTEV TCR      | 29    | + 14 s 142        | 12     | 2      |
| 10   | 8  | Nicolas Prost       | e.dams-Renault  | 29    | + 14 s 535        | 15     | 1      |
| 11   | 66 | Daniel Abt          | Audi Sport ABT  | 29    | + 23 s 170        | 18     |        |
| 12   | 28 | Simona de Silvestro | Andretti        | 29    | + 24 s 610        | 13     |        |
| 13   | 5  | Karun Chandhok      | Mahindra Racing | 29    | + 31 s 501        | 19     |        |
| 14   | 18 | Alex Fontana        | Trulli          | 29    | + 38 s 423        | 9      |        |
| 15   | 30 | Stéphane Sarrazin   | Venturi         | 29    | Suspension        | 1      | 3      |
| 16   | 27 | Jean-Éric Vergne    | Andretti        | 28    | Batterie          | 14     |        |
| 17   | 23 | Nick Heidfeld       | Venturi         | 17    | Boîte de vitesses | 7      |        |
| Abd. | 3  | Fabio Leimer        | Virgin Racing   | 17    | Suspension        | 17     |        |
| Abd. | 10 | Jarno Trulli        | Trulli          | 14    | Freins            | 10     |        |
| Abd. | 55 | Sakon Yamamoto      | Amlin Aguri     | 6     | Accident          | 20     |        |

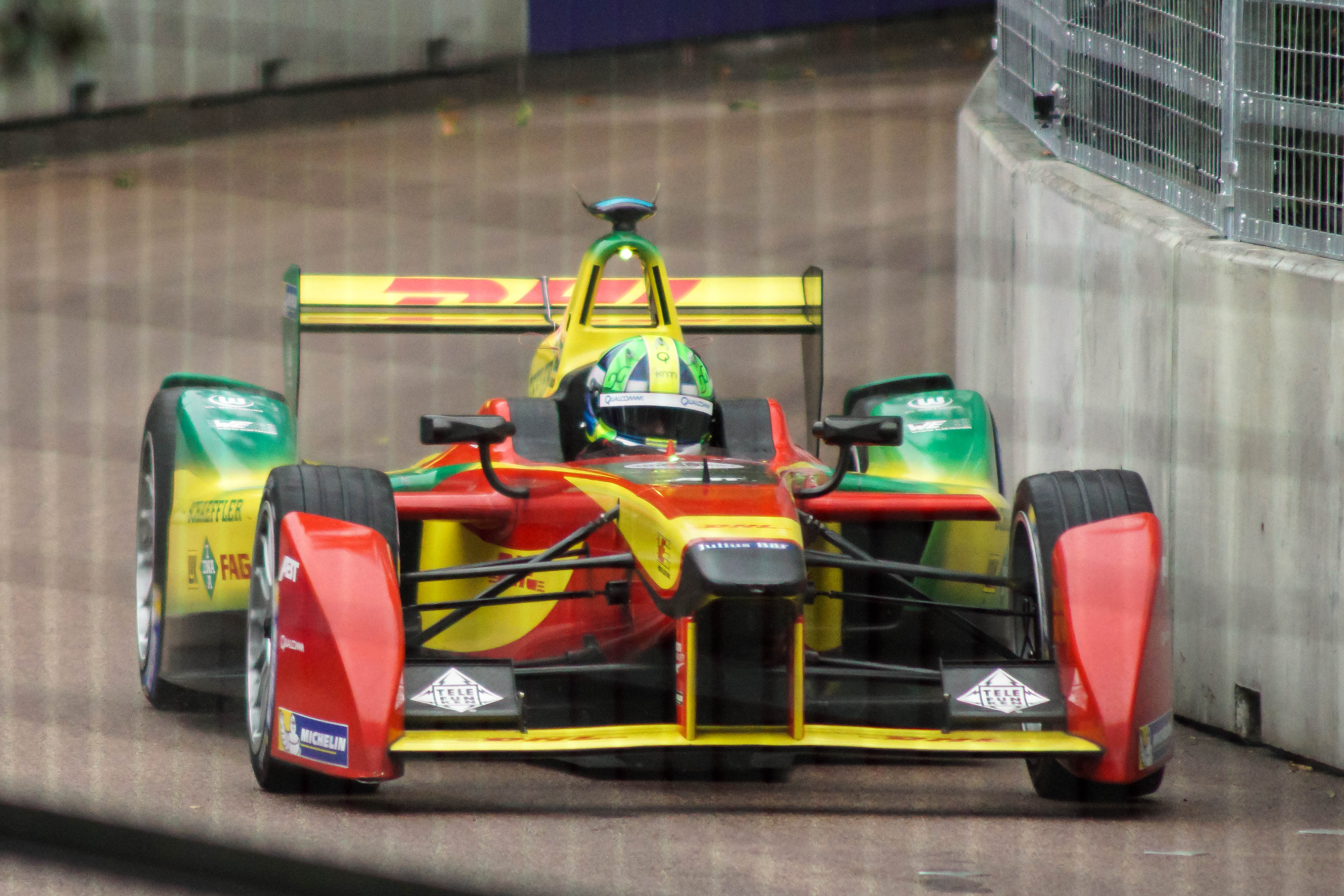
Lucas di Grassi termine troisième du championnat de Formule E 2014-2015 à l'issue de l'ePrix de Londres.

- Stéphane Sarrazin a écopé de 49 secondes de pénalité pour avoir dépassé la limite de puissance électrique autorisée.
- Sébastien Buemi, Nelsinho Piquet et Oliver Turvey ont été désignés par un vote en ligne pour obtenir le fanboost, qui leur permet de bénéficier de 25 kW supplémentaires pendant cinq secondes lors de la course[10].

#### Pole position et record du tour
La pole position et le meilleur tour en course rapportent respectivement 3 points et 2 points.
- Pole position :  Stéphane Sarrazin (Venturi) en 1 min 23 s 901.
- Meilleur tour en course :  Sam Bird (Virgin Racing) en 1 min 26 s 790 au 24e tour.

#### Tours en tête
- Stéphane Sarrazin (Venturi) : 26 tours (1-13 ; 16-28)
- Jérôme d'Ambrosio (Dragon Racing) : 1 tour (14)
- Nelsinho Piquet (NEXTEV TCR) : 1 tour (15)
- Sam Bird (Virgin Racing) : 1 tour (29)

## Classements généraux à l'issue de l'ePrix de Londres
| Pos.     | Pilote                 | Points |
| -------- | ---------------------- | ------ |
| Champion | Nelsinho Piquet        | 144    |
| 2        | Sébastien Buemi        | 143    |
| 3        | Lucas di Grassi        | 133    |
| 4        | Jérôme d'Ambrosio      | 113    |
| 5        | Sam Bird               | 103    |
| 6        | Nicolas Prost          | 88     |
| 7        | Jean-Éric Vergne       | 70     |
| 8        | António Félix da Costa | 51     |
| 9        | Loïc Duval             | 42     |
| 10       | Bruno Senna            | 40     |
| 11       | Daniel Abt             | 32     |
| 12       | Nick Heidfeld          | 31     |
| 13       | Jaime Alguersuari      | 30     |
| 14       | Stéphane Sarrazin      | 22     |
| 15       | Scott Speed            | 18     |
| 16       | Franck Montagny        | 18     |
| 17       | Karun Chandhok         | 18     |
| 18       | Charles Pic            | 16     |
| 19       | Oriol Servià           | 16     |
| 20       | Jarno Trulli           | 15     |
| 21       | Salvador Durán         | 13     |
| 22       | Oliver Turvey          | 4      |
| 23       | Vitantonio Liuzzi      | 2      |
| 24       | Takuma Satō            | 2      |
| 25       | Justin Wilson          | 1      |

| Pos.     | Écurie                 | Points |
| -------- | ---------------------- | ------ |
| Champion | e.dams-Renault         | 232    |
| 2        | Dragon Racing          | 171    |
| 3        | Audi Sport ABT         | 165    |
| 4        | NEXTEV TCR             | 152    |
| 5        | Virgin Racing          | 133    |
| 6        | Andretti Autosport     | 119    |
| 7        | Amlin Aguri            | 66     |
| 8        | Mahindra Racing        | 58     |
| 9        | Venturi Formula E Team | 53     |
| 10       | Trulli Formula E Team  | 17     |